# Église Notre-Dame de Riquewihr
Pour les articles homonymes, voir Église Notre-Dame.
L'église Notre-Dame est un monument historique situé à Riquewihr, dans le département français du Haut-Rhin.

## Localisation
Ce bâtiment est situé aux 16-17, place des Trois-Églises à Riquewihr.

## Historique
Construite vers 1337, l'édifice fait l'objet d'une inscription au titre des monuments historiques depuis 1930.

## Architecture

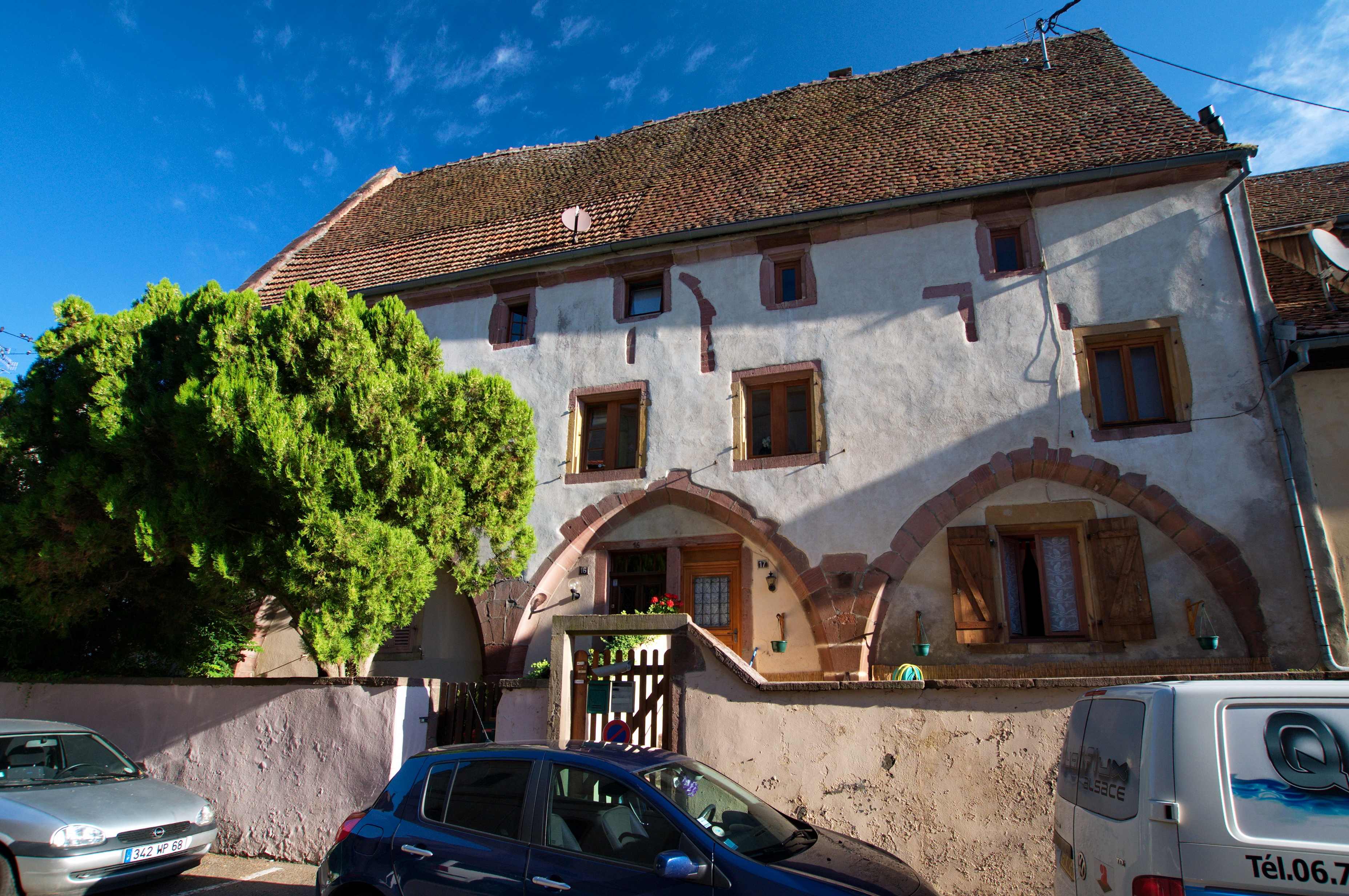